# Polojärvi
Polojärvi är en sjö i Finland. Den ligger i kommunerna Taivalkoski och Kuusamo i landskapet Norra Österbotten, i den nordöstra delen av landet, 600 km norr om huvudstaden Helsingfors. Polojärvi ligger 236,5 meter över havet. Den är 13,76 meter djup. Arean är 7,95 kvadratkilometer och strandlinjen är 22,21 kilometer lång. Sjön  ingår i Ijo älvs huvudavrinningsområde. 